# Perú surf
Perú surf es un programa de televisión de Perú emitido a través de la señal de CMD. Es el primer programa peruano dedicado íntegramente a la difusión del surf y todas sus variantes.
Muestra imágenes de los torneos y competencias de los distintos tablistas peruanos tanto a nivel nacional como internacional, además de cubrir la estancia de algún tablista famoso visitando o compitiendo en playas peruanas.
Es producido y dirigido por la comunidad surfista del Perú. El director general es el campeón nacional Carlos Espejo Otero, conocido también como Chalo.